# 直江大輔
直江 大輔（なおえ だいすけ、2000年6月20日 - ）は、長野県長野市出身のプロ野球選手（投手・育成選手）。右投右打。読売ジャイアンツ所属。

## 経歴

### プロ入り前
長野市立三輪小学校3年から野球を始め、長野市立柳町中学校時代は中野シニアでプレー。父親と同じ松商学園高等学校に進学すると、1年秋からベンチ入りし、2年夏に第99回全国高等学校野球選手権大会に出場。2回戦の盛岡大学附属高等学校との試合で、2番手として登板したが、3-6で敗退した。
2018年10月25日に行われた新人選手選択会議では、読売ジャイアンツから3位指名を受け、11月13日に契約金5000万円、推定年俸500万円で仮契約し（金額は推定）、その後入団した。背番号はかつて槙原寛己が着用していた54。担当スカウトは木佐貫洋。

### 巨人時代
2019年は、三軍戦が主戦場となった。二軍公式戦には3試合に登板するも、0勝1敗、防御率10.80に終わった。オフに、15万円増の推定年俸570万円で契約を更改した。
2020年は、6月までは三軍だったが、山口鉄也、会田有志の指導の下でフォークに磨きをかけると奪三振率が向上。5試合の登板で防御率0.90と好投し、同月末からは二軍へ昇格。二軍公式戦では4試合の登板で1勝2敗、防御率6.00の成績を残し、8月23日に一軍初昇格を果たすと、同日の対広島東洋カープ12回戦（MAZDA Zoom-Zoom スタジアム広島）で初登板・初先発。4回1失点で勝敗はつかなかった。一軍では一度の登録抹消を挟んで3試合に先発登板するも、いずれも5回を投げ切れず、この年にプロ初勝利はならなかった。2度目の登録抹消後、持病のヘルニアにより下半身のしびれが強くなったことから、9月28日、腰椎間板ヘルニアの手術を受けることが発表された。球団は直江を治療に専念させるため、育成選手契約に移行させることを視野に入れて、11月19日には自由契約にすることを発表した。12月2日に自由契約公示。同8日の契約更改で、予定通り育成選手として再契約を結び、背番号は054になった。育成選手契約への移行でありながら、180万円増の推定年俸750万円となった。
2021年は、3月24日のプロ・アマ交流戦で実戦復帰を果たし、6月24日の二軍戦では3安打完封勝利を挙げた。6月28日に、支配下選手契約を結んだことが発表され、背番号も前年までの54に戻ることとなった。同30日に支配下復帰後、初の一軍昇格を果たすと、7月1日の対広島14回戦（東京ドーム）で、リリーフとして復帰登板を果たし、7回から9回までをパーフェクトに抑えプロ初セーブを挙げた。11月27日、10万円増となる推定年俸760万円で契約を更改した。
2022年は、この年2試合目の先発となる8月13日の対広島20回戦（東京ドーム）で、6回を無失点に抑えプロ初勝利を記録した。11月22日、150万円増となる推定年俸910万円で契約を更改した。
2023年は、開幕一軍を果たし、4月15日の中日ドラゴンズ戦（バンテリンドーム）で、1点リードの8回にマウンドに上がり無失点に抑えてプロ初ホールドを記録した。自己最多の16試合に中継ぎとして登板し、防御率3.86、6ホールドという成績を残すが、5月14日に登録抹消されてからは一軍昇格はなかった。二軍では8月頃から先発登板を始め、11試合に先発した。11月20日の契約更改では440万円増の推定年俸1350万円でサインした。同月から開催のアジア・ウィンター・ベースボール・リーグでも先発として参加し、4試合の先発で2勝0敗、防御率1.71といった成績を挙げた。
2024年は一軍登板がなく、二軍では17登板で2勝3敗、防御率3.20という成績だった。オフの10月28日に、翌年の契約を結ばないことが球団から発表された。11月18日に右肘のクリーニング手術を受け、21日に750万円減となる推定年俸600万円で育成選手契約を結んだ。背番号は054。

## 選手としての特徴
最速150km/hのストレートと、スライダー、チェンジアップ、カーブなど多彩な変化球とのコンビネーションが特徴。2020年はチェンジアップを封印し、フォークボールを投げている。
原辰徳監督からは「プロ野球選手として一番大事な闘争本能、強気、魂を持っている」と評価されている。

## 人物
父親は松商学園高校のエースとして甲子園に春夏計3回出場し、明治神宮大会でも優勝した。
大のアメコミ好きで、練習用のグラブにはスパイダーマンを模した刺繍が施されている他、マーベル作品は60作品以上を総なめしたという。

## 詳細情報

### 年度別投手成績
| 年 度     | 球 団     | 登 板 | 先 発 | 完 投 | 完 封 | 無 四 球 | 勝 利 | 敗 戦 | セ 丨 ブ | ホ 丨 ル ド | 勝 率 | 打 者 | 投 球 回 | 被 安 打 | 被 本 塁 打 | 与 四 球 | 敬 遠 | 与 死 球 | 奪 三 振 | 暴 投 | ボ 丨 ク | 失 点 | 自 責 点 | 防 御 率 | W H I P |
| --------- | --------- | ----- | ----- | ----- | ----- | -------- | ----- | ----- | -------- | ----------- | ----- | ----- | -------- | -------- | ----------- | -------- | ----- | -------- | -------- | ----- | -------- | ----- | -------- | -------- | ------- |
| 2020      | 巨人      | 3     | 3     | 0     | 0     | 0        | 0     | 0     | 0        | 0           | ----  | 49    | 12.0     | 10       | 2           | 3        | 0     | 1        | 11       | 0     | 0        | 4     | 4        | 3.00     | 1.08    |
| 2021      | 巨人      | 4     | 3     | 0     | 0     | 0        | 0     | 1     | 1        | 0           | .000  | 51    | 11.0     | 15       | 1           | 4        | 0     | 2        | 4        | 0     | 0        | 6     | 6        | 4.91     | 1.73    |
| 2022      | 巨人      | 9     | 3     | 0     | 0     | 0        | 1     | 1     | 0        | 0           | .500  | 79    | 18.2     | 12       | 2           | 8        | 0     | 3        | 16       | 1     | 0        | 9     | 7        | 3.38     | 1.07    |
| 2023      | 巨人      | 16    | 0     | 0     | 0     | 0        | 0     | 1     | 0        | 6           | .000  | 58    | 14.0     | 7        | 2           | 9        | 0     | 0        | 11       | 1     | 0        | 7     | 6        | 3.86     | 1.14    |
| 通算：4年 | 通算：4年 | 32    | 9     | 0     | 0     | 0        | 1     | 3     | 1        | 6           | .250  | 237   | 55.2     | 44       | 7           | 24       | 0     | 6        | 42       | 2     | 0        | 26    | 23       | 3.72     | 1.22    |

- 2024年度シーズン終了時

### 年度別守備成績
| 年 度 | 球 団 | 投手  | 投手  | 投手  | 投手  | 投手  | 投手     |
| 年 度 | 球 団 | 試 合 | 刺 殺 | 補 殺 | 失 策 | 併 殺 | 守 備 率 |
| ----- | ----- | ----- | ----- | ----- | ----- | ----- | -------- |
| 2020  | 巨人  | 3     | 0     | 2     | 0     | 0     | 1.000    |
| 2021  | 巨人  | 4     | 3     | 1     | 0     | 0     | 1.000    |
| 2022  | 巨人  | 9     | 0     | 1     | 0     | 0     | 1.000    |
| 2023  | 巨人  | 16    | 0     | 1     | 0     | 0     | 1.000    |
| 通算  | 通算  | 32    | 3     | 5     | 0     | 0     | 1.000    |

- 2024年度シーズン終了時

### 記録
初記録
投手記録
- 初登板・初先発登板：2020年8月23日、対広島東洋カープ12回戦（MAZDA Zoom-Zoom スタジアム広島）、4回1失点で勝敗つかず[13][14]
- 初奪三振：同上、1回裏に菊池涼介から空振り三振[14]
- 初セーブ：2021年7月1日、対広島東洋カープ14回戦（東京ドーム）、7回表に5番手で救援登板・完了、3回無失点[23][24]
- 初勝利・初先発勝利：2022年8月13日、対広島東洋カープ20回戦（東京ドーム）、6回無失点[26][28]
- 初ホールド：2023年4月15日、対中日ドラゴンズ5回戦（バンテリンドームナゴヤ）、8回裏に4番手で救援登板、1回無失点

打撃記録
- 初打席：2020年8月23日、対広島東洋カープ12回戦（MAZDA Zoom-Zoom スタジアム広島）、3回表に遠藤淳志から空振り三振[14]

### 背番号
- 54（2019年 - 2020年、2021年6月28日 - 2024年）
- 054（2021年 - 同年6月27日、2025年 - ）

### 登場曲
- 「A・RA・SHI」嵐（2019年 - ）[42][24]
- 「少年」福山雅治（2022年 - 2023年）
- 「生きろ」 NEWS（2023年 - ）